# Frank Focketyn
Frank Focketyn (Ekeren, 30 december 1960) is een Belgisch acteur.

## Studies
Focketyn volgde zijn secundair onderwijs – met zijn tweelingbroer Kris Focketyn – eerst aan het Sint-Lievenscollege (Antwerpen-Centrum), later aan het Pius X-Instituut (Antwerpen-Kiel), waar hij twee jaar hoger zat dan Laurent van België.
Focketyn studeerde in 1986 af aan de toneelafdeling van het Koninklijk Conservatorium Antwerpen met onder anderen Dora van der Groen als een van zijn lesgevers.

## Acteur
Van 1996 af trad Focketyn regelmatig op in films en televisieprogramma's. In het theater is hij verbonden aan het NTGent.
Focketyn speelde in verschillende televisieprogramma's en theaterproducties mee, maar werd pas echt bekend door zijn rollen als Pappie in de Man bijt hond-sketch "Vaneigens", diverse rollen in het sketchprogramma In de gloria en Guido Pallemans in de serie Het eiland.
Later gaf Focketyn les aan het conservatorium in de richting toneel. Hij bleef er lesgeven toen de onderwijsinstelling in 2001 samensmolt met de Studio onder de vleugels van de Artesis Hogeschool Antwerpen en zijn naam veranderde in Herman Teirlinck Instituut.
In 2004 speelde hij een rol in de videoclip van Never back down van Novastar. Hij speelde daarin een man die in winkelcentrum Shopping 1 in Gent (het eerste winkelcentrum van België) zonder enige reden door voorbijgangers en omstanders wordt getreiterd en in elkaar wordt geslagen.
Begin 2011 speelde hij mee in De Ronde, een productie van Jan Eelen. Dit deed hij samen met een groot deel van de cast van In de gloria en Het eiland.
In 2012 sprak hij de stem in van de Reus in de film Sprookjesboom.

## Film en televisie
- A Kiss to Build a Dream On (1989)
- Oog in oog (1996) - als Theo Vantichelen
- Dagen, maanden, jaren (1996) - als Frank
- Eenzaamheid is des mensen (1996)
- The Bloody Olive (1997) - als Werner
- Vaneigens (1997-2000, 2012) - als Pappie
- Kulderzipken (1997) - als Bert
- Big in Belgium (1997)
- Heterdaad (1997) - als Rene Stevens
- Recht op Recht (1999) - als John Ryckaert
- Man van staal (1999)
- In de gloria (2000-2001) - verschillende rollen
- De grote boze wolf show (2000-2002) - als postbode
- Koffie (2001) - als Alfred
- De Rederijkers (2002)
- Thuis (2002-2003) - als pastoor
- Sedes & Belli (2003) - als René Desager
- Any Way the Wind Blows (2003) - als Dario
- De duistere diamant (2004) - als kapitein
- 10 jaar Leuven kort (2004)
- Het eiland (2004–2005) - als Guido Pallemans
- Booh! (2005–2008) - als Marcel Kronkel
- Witse (2005) - als Mariman
- Suspect (2005) - als Janssen
- Team Spirit - de serie II (2005) - als Luc De Moor
- Firmin (2007) - als voorzitter boksclub Knock Out
- Das Leben ein Traum (2007) - als Klaroen
- Père total (2007) - als Ronny
- Los (2008) - als man in volksvergadering
- Anubis en het pad der 7 zonden (2008) - als buschauffeur
- Dirty Mind (2009) - als Charlie
- Casimir et Caroline (2009)
- Goesting (2010) - als schepen
- Deadline (2010) - als Augustin Galliano
- Misschien Later (2010) - als Ed
- Frits & Freddy (2010) - als Willy Faes
- Code 37 (2011) - als Stefaan Verhaeghe
- De Ronde (2011) - als Miel Abeloos
- Het varken van Madonna (2011) - als Frans Fierens
- De Sint danst de tango (2011)
- Zingaburia (2012) - als Joe Crimiaffia
- Sprookjesboom (2012) - als Reus (stem)
- Kiekens (2011-2012) - als Werner Van Genechten
- Clan (2012) - als politieagent Danny
- In Vlaamse velden (2013) - als Henri Pirenne
- Tom & Harry (2015) - als Jef Van Eyck
- Chaussée d'Amour (2016) - als Jos Vanden Eynde
- Callboys (2016) - als hotelbezoeker
- Kafka (2017) - verschillende rollen
- Tytgat Chocolat (2017) - als Raoul Vloemans
- ZOOks (2018) - als Kowalski
- Cruise Control (2020) - als floormanager
- Mijn vader is een saucisse (2021) - als Marx
- Billie vs Benjamin (2022) - als Erik
- #LikeMe (2022) - als meneer Kwanten
- Single Bells (2024) - als Piet

## Privé
- Focketyn heeft drie zonen: Pieter, die twee keer de eindrubriek "De vraag van vandaag" presenteerde in Man bijt hond, Arne, die meespeelde in "Vaneigens", en Ruben, die muziek maakt onder de naam Packed Pilgrim.

## Trivia
- In oktober 2009 werd bekendgemaakt dat hij deel ging uitmaken van de negenkoppige jury in het nieuwe seizoen van De Slimste Mens ter Wereld. Eerder nam hij al deel aan het tweede seizoen van de quiz in 2004. Toen werd hij tijdens zijn eerste deelname naar huis gespeeld.